# Політична історія XXI століття (хронологічна таблиця)

## 2000-ні
- 1994–99 — перше президентство Кучми (друге 1999–2004).
- 2000 — «Кучмагейт». Касетний скандал. Справа Ґонґадзе.
- 2008 — НАТО — ні! у Верховній Раді України.
- 2008 — перемовини мирного врегулювання війни у Грузії між Росією (Медведєв) і ЄС (Саркозі, Франція), що передбачали відведення військ з Абхазії. Російською стороною домовленості не виконано[1].

## 2010-ті
- 2013 —  Угода про асоціацію між Україною та ЄС не була підписана, як вказано з погляду влади, за невигідних економічних, для України, міркувань
- 2013–14 — Єврореволюція в Україні. Зміщення чинної влади делегітимізованого режиму. На перемогу «Майдану» і оновлення влади реалізуються перевибори (і довибори, Київ тощо) всіх гілок влади.
- 2016, липень — Спроба державного перевороту в Туреччині